# Nerkara
Nerkara (fl. XVII secolo a.C.) è stato un sovrano egizio inquadrato nella XIII dinastia.
La conoscenza di questo sovrano, il cui nome non compare in alcuna delle liste reali, deriva dal ritrovamento di un frammento di iscrizione, ora conservato al Museo Egizio del Cairo, recante il suo nome inscritto nel cartiglio, simbolo di regalità.
| N5 · n | G14 | r · D28 |

| N5 · n | G14 | r · D28 |

| N5 · n | G14 | r · D28 |

| N5 · n | G14 | r · D28 |

nrw k3 rˁ Nerkara
Il nome di questo sovrano potrebbe trovarsi nelle righe perse (colonna 7) a causa del frammentarietà del Canone Reale.
Secondo alcuni studiosi potrebbe identificarsi con Djedekheperu altro sovrano della XIII dinastia.

## Cronologia
| Periodo                    | Dinastia      | periodo di regno                             |
| Secondo periodo intermedio | XIII dinastia | tra il 1660 a.C. ed il 1630 a.C. (± 50 anni) |

| Dinastie contemporanee | Capitale |
| XIV                    | varie    |
| XV                     | Avaris   |
| XVI                    | varie    |